# 국모
국모(國母)는 임금, 천황의 생모를 뜻하는 말이다.